# Грас-1
Грас-1 (фр. Canton de Grasse-1) — кантон на юго-востоке Франции в регионе Прованс — Альпы — Лазурный Берег, департамент Приморские Альпы, округ Грас. Кантон был создан 22 марта 2015 года, он включает в себя 18 коммун и часть города Грас.

## История
Кантон Грас-1 — новая единица административно-территориального деления Франции (департамент Приморские Альпы, округ Грас), созданная декретом от 24 февраля 2014 года после упразднения двух кантонов: Сен-Валье-де-Тье и Сент-Обан. Новая норма административного деления вступила в силу на первых региональных (территориальных) выборах (новый тип выборов во Франции). Таким образом, единые территориальные выборы заменяют два вида голосования, существовавших до сих пор: региональные выборы и кантональные выборы (выборы генеральных советников). Первые выборы такого типа, на которых избирают одновременно и региональных советников (членов парламентов французских регионов) и генеральных советников (членов парламентов французских департаментов) состоялись в коммуне Грас 22 марта 2015 года. Эта дата официально считается датой создания нового кантона. Начиная с этих выборов, советники избираются по смешанной системе (мажоритарной и пропорциональной). Избиратели каждого кантона выбирают Совет департамента (новое название генерального Совета): двух советников разного пола. Этот новый механизм голосования потребовал перераспределения коммун по кантонам, количество которых в департаменте уменьшилось вдвое с округлением итоговой величины вверх до нечётного числа в соответствии с условиями минимального порога, определённого статьёй 4 закона от 17 мая 2013 года. В результате пересмотра общее количество кантонов департамента Приморские Альпы в 2015 году уменьшилось с 52-х до 27-ти.
Советники департаментов избираются сроком на 6 лет. Выборы территориальных и генеральных советников проводят по смешанной системе: 80 % мест распределяется по мажоритарной системе и 20 % — по пропорциональной системе на основе списка департаментов. В соответствии с действующей во Франции избирательной системой для победы на выборах кандидату в первом туре необходимо получить абсолютное большинство голосов (то есть больше половины голосов из числа не менее 25 % зарегистрированных избирателей). В случае, когда по результатам первого тура ни один кандидат не набирает абсолютного большинства голосов, проводится второй тур голосования. К участию во втором туре допускаются только те кандидаты, которые в первом туре получили поддержку не менее 12,5 % от зарегистрированных и проголосовавших «за» избирателей. При этом, для победы во втором туре выборов достаточно простого большинства (побеждает кандидат, набравший наибольшее число голосов).

## Консулы кантона
После реформы 2015 года консулов избирают парами:
| Консулы кантона после реформы 2015 года: | Консулы кантона после реформы 2015 года: | Консулы кантона после реформы 2015 года: | Консулы кантона после реформы 2015 года: |
| Период                                   | Пара консулов                            | Статус                                   | Должность                                |
| ---------------------------------------- | ---------------------------------------- | ---------------------------------------- | ---------------------------------------- |
| 2015 — 2021                              | Michèle Olivier                          | LR                                       | Мэр коммуны Андон                        |
| 2015 — 2021                              | Jérôme Viaud                             | LR                                       | Мэр коммуны Грас                         |

## Состав кантона
Новый кантон в составе округа Грас сформирован 22 марта 2015 года. По данным INSEE, кантон Грас-1 включает в себя 7 коммун из состава упразднённого кантона Сен-Валье-де-Тье: Кабри, Ле-Тинье, Пейменад, Сен-Валье-де-Тье, Сен-Сезер-сюр-Сьянь, Сперасед, Эскраньоль, 11 коммун из состава упразднённого кантона Сент-Обан: Амира, Андон, Бриансонне, Вальдерур, Гар, Кай, Коллонг, Ле-Ма, Ле-Мюжуль, Сент-Обан, Серанон и часть города Грас. Суммарная численность населения кантона — 44 918 человек (2013).
С 22 марта 2015 года кантону подчинены 18 коммун и часть города Грас:
| Код INSEE | Коммуна             | Французское название     | Почтовый индекс | Площадь, км²              | Население (2013)                | Плотность, чел/км²         |
| --------- | ------------------- | ------------------------ | --------------- | ------------------------- | ------------------------------- | -------------------------- |
| 06002     | Амира               | Amirat                   | 06910           | 12,95                     | 69                              | 4,9                        |
| 06003     | Андон               | Andon                    | 06750           | 54,3                      | 561                             | 10,5                       |
| 06024     | Бриансонне          | Briançonnet              | 06850           | 24,32                     | 236                             | 9,6                        |
| 06026     | Кабри               | Cabris                   | 06530           | 5,43                      | 1342                            | 254,9                      |
| 06028     | Кай                 | Caille                   | 06750           | 16,96                     | 437                             | 23,8                       |
| 06045     | Коллонг             | Collongues               | 06910           | 10,78                     | 105                             | 9,5                        |
| 06058     | Эскраньоль          | Escragnolles             | 06460           | 25,48                     | 618                             | 24,3                       |
| 06063     | Гар                 | Gars                     | 06850           | 15,57                     | 70                              | 4,3                        |
| 06069     | Грас                | Grasse                   | 06130 06520     | часть — ? коммуна — 44,44 | часть — 20 244 коммуна — 50 916 | часть — ? коммуна — 1148,1 |
| 06081     | Ле-Мас              | Le Mas                   | 06910           | 32,15                     | 166                             | 5,3                        |
| 06087     | Ле-Мюжуль           | Les Mujouls              | 06910           | 14,55                     | 43                              | 2,8                        |
| 06095     | Пейменад            | Peymeinade               | 06530           | 9,76                      | 8005                            | 814,4                      |
| 06116     | Сент-Обан           | Saint-Auban              | 06850           | 42,54                     | 232                             | 5,4                        |
| 06118     | Сен-Сезер-сюр-Сьянь | Saint-Cézaire-sur-Siagne | 06530           | 30,02                     | 3851                            | 125,6                      |
| 06130     | Сен-Валье-де-Тье    | Saint-Vallier-de-Thiey   | 06460           | 50,68                     | 3480                            | 68,6                       |
| 06134     | Серанон             | Séranon                  | 06750           | 23,28                     | 489                             | 20,7                       |
| 06137     | Сперасед            | Spéracèdes               | 06530           | 3,46                      | 1286                            | 369,7                      |
| 06140     | Ле-Тинье            | Le Tignet                | 06530           | 11,26                     | 3267                            | 286,4                      |
| 06154     | Вальдерур           | Valderoure               | 06750           | 25,34                     | 417                             | 16,6                       |